# Xiph.Org
A fundação Xiph.Org é uma organização sem fins lucrativos
Ela desenvolve, padrões e ferramentas de software. Focaliza-se na família de formatos Ogg, dos quais o mais bem sucedido é o Vorbis, um codec de áudio de código aberto e livre, projeto que compete com o MP3 e AAC. Atualmente o desenvolvimento está concentrado nos codecs Ghost e Opus, ambos codecs de áudio de código aberto e de uso irrestrito.
A fundação também agregou outros projetos de software livre, os quais em sua maioria tinham um grupo separado de desenvolvedores. Incluindo então o Speex, um codec de áudio pensado para voz, e o FLAC, um codec de áudio sem perda qualidade na compressão.
A fundação Xiph.Org criticou a Microsoft e a RIAA pela falta de abertura. Eles citaram que empresas como a Microsoft, a qual possui patentes sobre a Internet, poderiam tomar medidas anticompetitivas , e só restaria a outras empresas e desenvolvedores soluções caras." Eles também condenam a RIAA apoiar projetos como o Secure Digital Music Initiative.
Em 2008 a Free Software Foundation citou os projetos da Xiph.Org como High Priority Free Software Projects.

## Historia
Chris Montgomery, o criador do formato Ogg, fundou a companhia Xiphophorus e depois rebatizou como Xiph.Org. O primeiro trabalho começou em 1994 e chamava-se "Ogg media projects". O nome "Xiph" abrevia o nome original, "Xiphophorus", o qual veio do peixe espada, Xiphophorus hellerii. O nome "Xiphophorus company" foi usado até o ano 2002, quando foi renomeada para fundação Xiph.Org.
Em 1999 a companhia Xiphophorus definiu-se no site xiph.org como "a distributed group of Free and Open Source programmers working to protect the foundations of Internet multimedia from domination by self-serving corporate interests". Em 2002 a Xiph.Org redefiniu-se em seu site como "a non-profit corporation dedicated to protecting the foundations of Internet multimedia from control by private interests".
Em Março de 2003, a Xiph.Org foi reconhecida pelo IRS como  501(c)(3) uma organização sem fins lucrativos. Isso significa que os estadunidenses podem obter descontos nos impostos doando para Xiph.Org.

## Projetos da Xiph.Org
- Ogg - um arquivo recipiente, uma implementação de referencia, e um formato de fluxo em arquivo para os codecs multimídia da Xiph.org
  - Vorbis - formato de compressão de áudio com perda de qualidade
  - Theora - formato de compressão de vídeo com perda de qualidade
  - FLAC - formato de compressão de áudio sem perda de qualidade
  - Speex - formato de compressão de voz com perda de qualidade
  - CELT - formato de compressão em tempo real, de áudio com perda de qualidade
  - Tremor - implementação apenas em inteiros, do codec vorbis para dispositivos embarcados
  - OggPCM - formato de encapsulação de dadosPCM dentro do Ogg
  - OggUVS - codec de vídeo não comprimido para Ogg (em progresso, porém, nenhuma proposta formal)
  - Skeleton[13] - metadados para o Ogg "a logical bitstream within an Ogg stream"
  - RTP-containers para Vorbis, Theora, Speex
  - CMML - uma linguagem XML para dados contínuos
  - Ogg Writ - um codec de subtítulo (não mais mantido)
  - Ogg Squish - formato de compressão de áudio sem perda de qualidade (descontinuado)
  - Tarkin - compressor de vídeo com perda de qualidade; nenhuma versão estável lançada (descontinuado)[14]
- libao, uma biblioteca de saída de áudio que suporta várias plataformas[15]
- Xiph QuickTime Components - uma implementação do recipiente Ogg junto com os codecs Speex, Theora, FLAC e Vorbis para QuickTime (software)
- Annodex - um formato recipiente que entrelaça dados contínuos com o CMML em forma passível de fluxo
- cdparanoia - um copiador de CD (software)
- XSPF - um formato de playlist
- Icecast - um open servidor de fluxo multimídia (software)
- Ices - uma fonte cliente para enviar fluxos em Ogg Vorbis ou em MP3 para um servidor icecast2 (software)
- IceShare - um inacabado sistema "peercasting" para multimídia Ogg (não mais mantido)